# 猴棗散
猴棗散（英語：Hou Tsao powder），是以猴科動物內臟的結石及其他中藥製成的配方，被中医視為兒科聖藥。這條配方中的結石一般都是獼猴的膽石、腸石、胃石等。猴棗的中藥應用記載最早見於清代。而猴棗散的製作材料還包括羚羊角、青礞石、麝香、硼砂、沉香、天竺黃、川貝等八種藥材。亦有配方为猴枣、川贝、猪芽皂、牛黄、细辛、石菖蒲、草豆蔻、麝香、全蝎、珍珠、琥珀、甘草。中医认为其功效主要為豁痰定惊、清热解毒和開竅（開通心竅）。猴棗散在1997年被國家中醫藥管理局列入全國中醫急診科必備藥。現時不少藥廠及中藥舖會根據《全國中藥成藥處方集》所載的猴棗散配方來製作小兒中成藥。中医认为其对儿童支气管哮喘、反复呼吸道感染等病症有效。
猴棗散與猴棗末在價格和功效上都有差異。後者的價格較高，而且藥效明顯。但由於一般猴棗散是用猴棗末配以不同有寒熱之分的藥材製成，所以服用不當會令病情惡化。另外，猴棗散並不能用作保健藥來強健身體。中医认为因其藥性苦寒，如經常服用，會損害人體元氣，導致肺脾虛損，用法不当会造成婴幼儿腹泻。亦會抑制小孩長高的情況以及影響身體發育。部分猴枣散为增加定驚安神的作用，会加入朱砂等矿物，过量可能导致肝肾毒性。
2011年，香港卫生署因汞含量超标、药粉重量超标召回万应猴枣散等多款儿童用中成药。2013年，中国科普作者方舟子曾质疑猴枣散中全蝎有强毒性，细辛含有毒物质马兜铃酸，会对肾脏造成不可逆的损伤，且与肝癌有关，呼吁禁止使用此种药物。江苏省中医院医生则称中医已经了解马兜铃酸的毒性，认为中草药肾毒性主要是用药不当导致，并表示医院“没有发现”因猴枣散导致肾脏受损的病例。《羊城晚报》采访的药剂师称某些配方的珠珀猴枣散未包括细辛，则不含马兜铃酸。2015年，《扬子晚报》采访的南京市中西医结合医院药师则认为应当考虑猴枣散的副作用，服多会损害健康，不适合刚开始咳嗽的患儿，即使效果好也应及时停药。
澳大利亚莫道克大學野生动物鉴证中心於2011年和古DNA研究所检测了澳大利亚边检拦截的多种入境中药制剂，其中在珠珀猴枣散中检测出易危物种亚洲黑熊的DNA，但其包装上未写明相关的配料。亚洲黑熊收录于濒危野生动植物种国际贸易公约附录一，禁止在国际间交易。该研究因此认为珠珀猴枣散等部分中药的合法性和安全性问题值得关注。

## 外部連結
- 【中醫小兒科】各種猴棗散的功效和側重，招職，2016年8月12日 （页面存档备份，存于）
- 中國中醫研究院中藥研究所《全國中藥成藥處方集》，1962年，人民衞生出版社